# اچ‌ای‌تی-پی-۱۲
اچ‌ای‌تی-پی-۱۲ یک ستاره است که در صورت فلکی تازی‌ها قرار دارد.